# Stelis elongativentris
Stelis elongativentris är en biart som beskrevs av Parker 1987. Stelis elongativentris ingår i släktet pansarbin, och familjen buksamlarbin. Inga underarter finns listade i Catalogue of Life.